# フランスによるアメリカ大陸の植民地化
フランスによるアメリカ大陸の植民地化（フランスによるアメリカたいりくのしょくみんちか、仏: Colonisation française des Amériques）は、16世紀に始まり、西半球でフランス植民地帝国を築き上げた次の数世紀続いた。フランスは北アメリカ東部、カリブ海の多くの島、および南アメリカに植民地を設立した。大半の植民地は魚、砂糖および毛皮を輸出して発展した。新世界を植民地化する時には、砦や開拓地を築き、それがカナダのケベック市やモントリオール市、アメリカ合衆国のデトロイト市、グリーンベイ市、セントルイス市、モービル市、ビロクシ市、バトンルージュ市およびニューオーリンズ市、ハイチのポルトープランスやカパイシャンといった都市に成長した。

## 北アメリカ

### ヴェラッツァーノ遠征隊

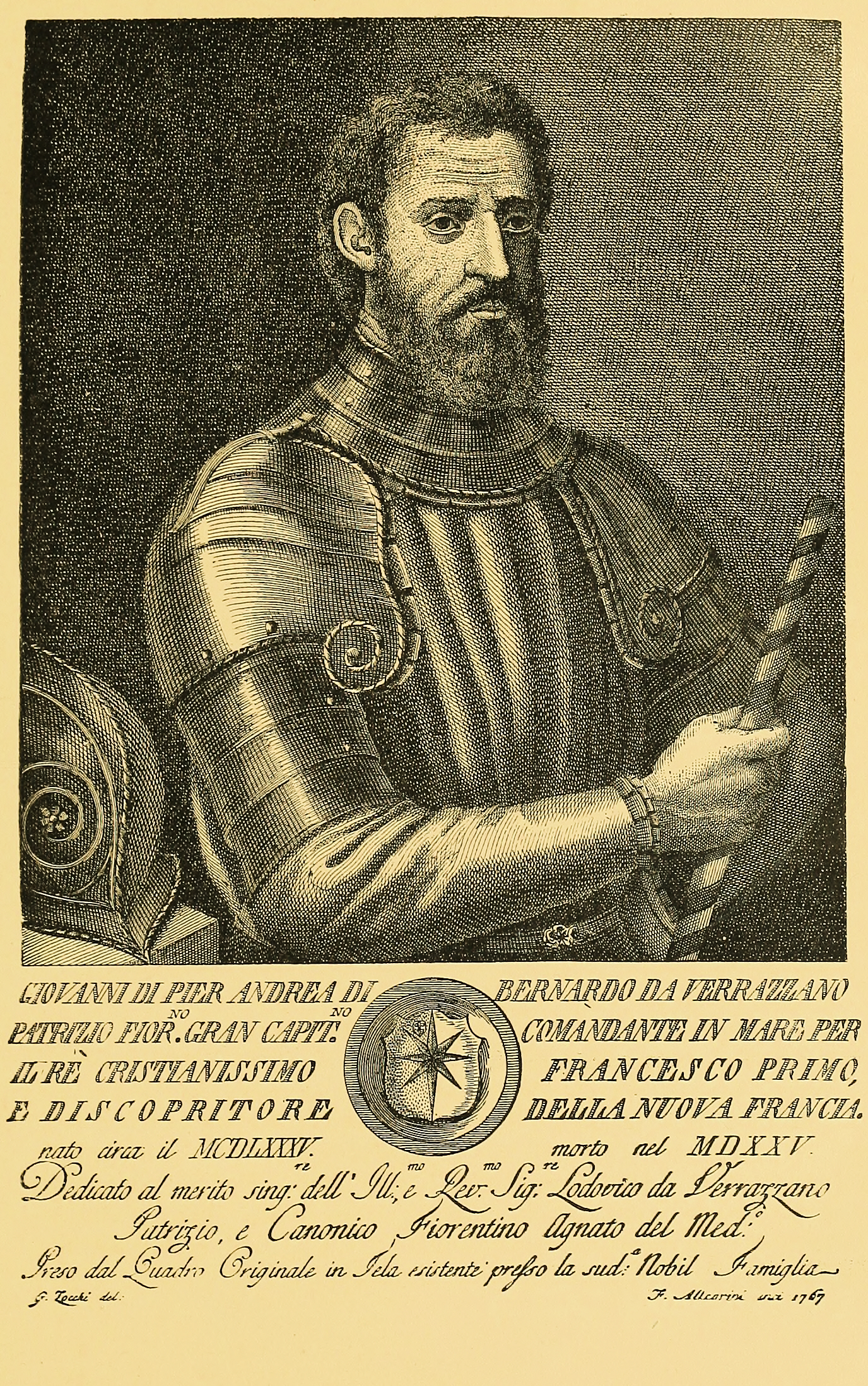
ジョバンニ・ダ・ヴェラッツァーノ、フランスが派遣した最初の探険家

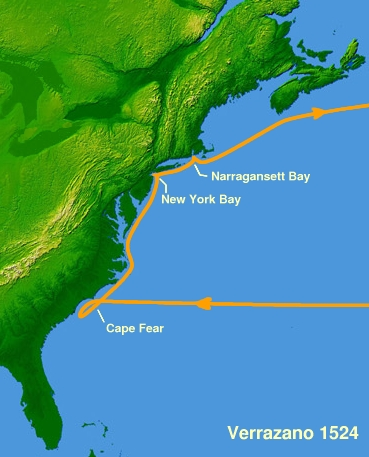
ヴェラッツァーノの航路

フランスが新世界に来たのはまず探検家として太平洋への道筋と富を求めてのことだった。北アメリカの主要なフランス探検隊はフランス王、フランソワ1世の治世に始まった。1524年、フランソワ1世は北アメリカを貫き太平洋やアジアへ出る航路（北西航路）を探るために、イタリア人探検家ジョバンニ・ダ・ヴェラッツァーノを派遣してフロリダとニューファンドランドの間の地域を探検させた。ヴェラッツァーノはスペイン領ヌエバ・エスパーニャとイングランドのニューファンドランドの間の土地に「フランチェスカ」と「ノバ・ガリア」という名前を付け、フランスの興味を喚起した。

### カルティエ遠征隊とヌーベルフランス

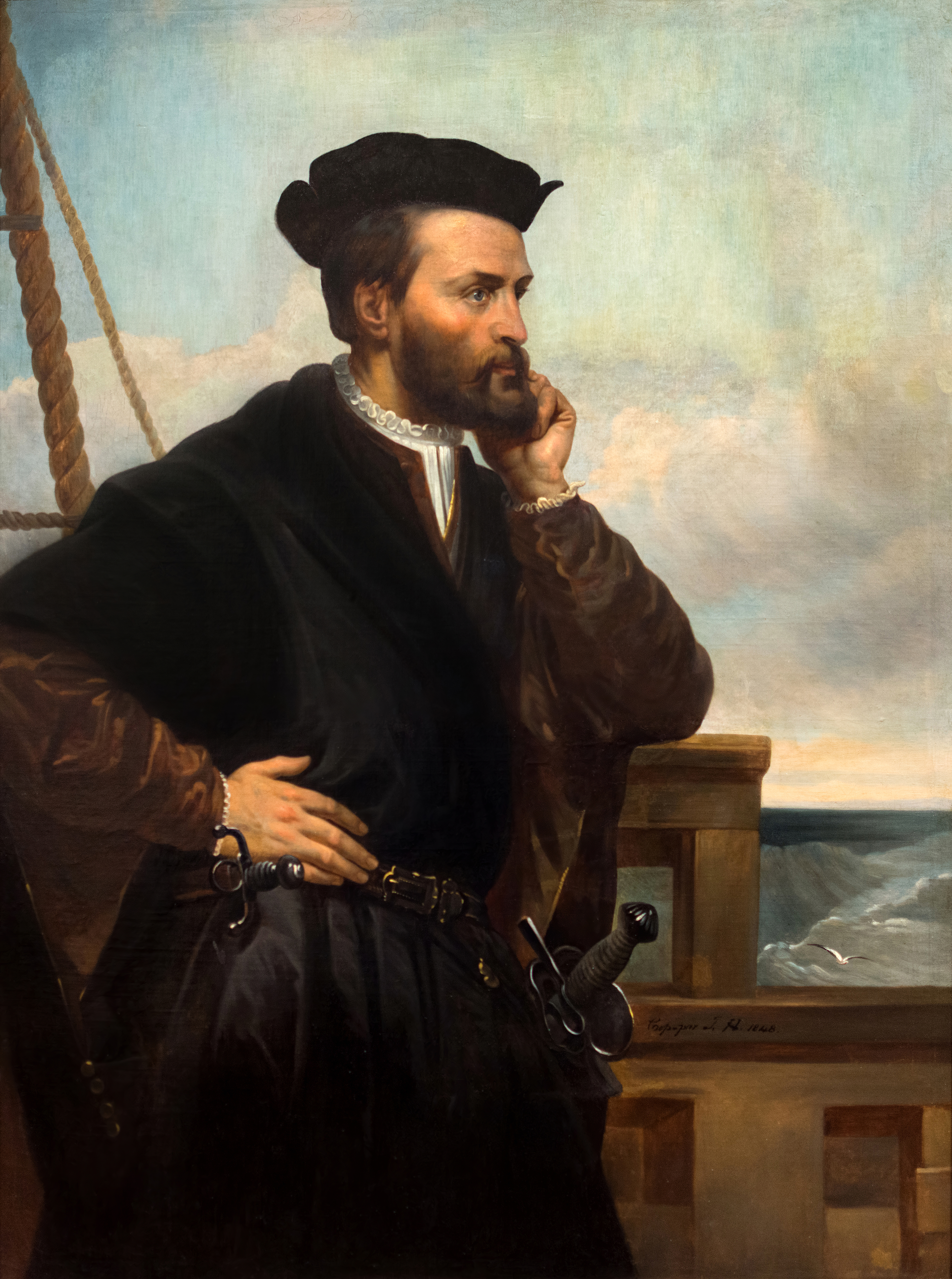
ジャック・カルティエ(1844年頃の肖像画)

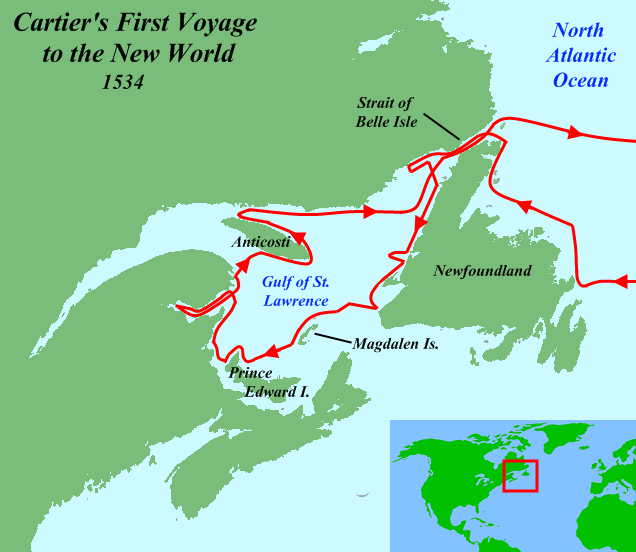
第一次航海の航路

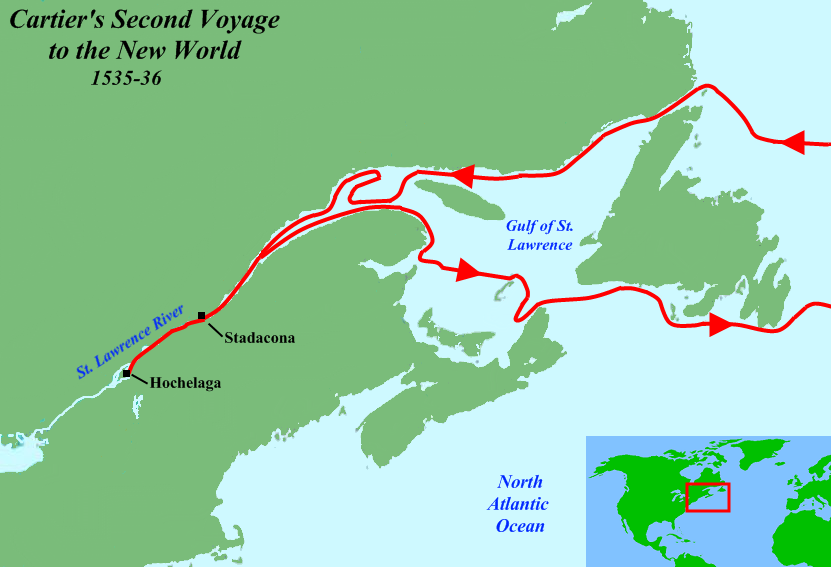
第二次航海の航路

フランソワ2世は、ニューファンドランド海岸とセントローレンス川を探検させるために、ジャック・カルティエを新世界へ3度派遣した。1534年に、カルティエはセントローレンス川河口にあるガスペ半島の東端に到達し、高さ30フィート（約9メートル）の十字架を立て、フランソワ1世のためにヌーベルフランス領有を宣言した（第一次航海）。
1541年にカルティエは400人の開拓者を伴い（第三次航海）、カップ＝ルージュ（現在のケベック市）に北アメリカで初のヨーロッパ人による恒久的開拓地を作ろうとしたが、悪天候とインディアンから攻撃を受けたために翌年にはそこを放棄した。

### フランス軍
フランスはその後北アメリカのあちこちで植民地を創ろうとしたが、気候、病気あるいはヨーロッパ列強との抗争で悉く失敗した。1562年、サウスカロライナのパリス島に小部隊のフランス軍が残ってシャルル砦を築こうとしたが、フランスからの補給が無かったために1年後にはそこを離れた。1564年、現在のフロリダ州ジャクソンビルにカロリーヌ砦を建設し1年間は続いたが、セントオーガスティンから来たスペイン兵に破壊された。1598年、ノバスコシアに近いセーブル島に懲役囚を入植させようとした試みも短期間で潰えた。1599年、セントローレンス川沿いのタドゥサックに16人の開拓者が交易基地を築いたが、その年の冬を生き抜いたのは5人に過ぎなかった。1604年、現在のメイン州セントクロイ島も短期間のフランス植民地となったが、病気、恐らくは壊血病のためにこの試みも失敗した。1685年に現在のテキサス州にロベール＝カブリエ・ド・ラ・サールがフランス領テキサスのサンルイ砦を建設したが、1688年には放棄された。

### ヌーベルフランス
フランスの北アメリカ植民地で唯一、長期間の経営に成功した例がヌーベルフランスだった。その最盛期には北はハドソン湾から南はメキシコ湾まで、東はセントローレンス川から西はロッキー山脈までの広大な土地を領有した。しかし、1713年のユトレヒト条約を境にアカディアやニューファンドランドなどの領土を次々と失い、最後はフレンチ・インディアン戦争を終結させる1763年のパリ条約で北アメリカに残っていた領土を全てイギリスとスペインに移譲し、約230年間の植民地経営は終わった。その後フランスはヌーベルフランス南西部に当たる旧フランス領ルイジアナのミシシッピ川以西を再領有するが、1803年のルイジアナ買収でアメリカ合衆国に売却した。

## カリブ海

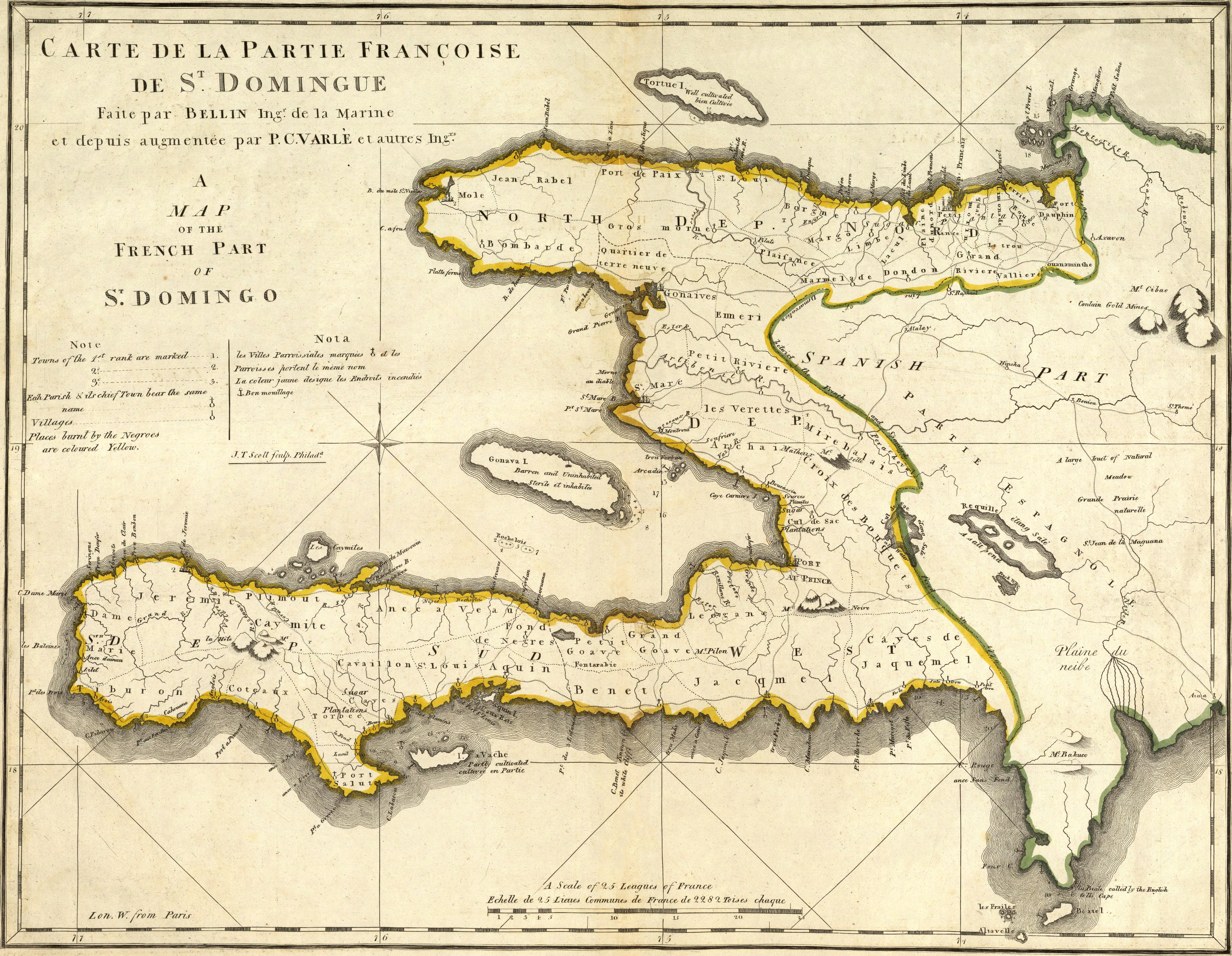
サン＝ドマング

カリブ海でフランスの主要な植民地は現在ハイチやドミニカ共和国があるイスパニョーラ島であり、1664年に島の西側3分の1にサン＝ドマング植民地を設立した。サン＝ドマングは「アンティルの真珠」と呼ばれ、カリブ海でも最も裕福な植民地になったが、1791年に黒人奴隷によるハイチ革命が起こり、1794年には奴隷に自由が与えられ、10年後にはハイチという名前で完全な独立がなされた。フランスは島の東側も短期間支配していたが、現在はドミニカ共和国になっている。
17世紀と18世紀、フランスは様々な時点で小アンティル諸島の大半を支配した。この期間にフランスの支配下に入った島としては、ドミニカ島、グレナダ、グアドループ、マリー・ガラント島、マルティニーク、サン・バルテルミー島、セント・クロイ島、セントクリストファー島、セントルシア、セント・マーチン島、セントビンセント島、およびトバゴ島があった。これら諸島の多くはその支配を巡ってフランス、イギリスおよびオランダの間で争われた。セント・マーチン島の場合はフランスとオランダの間で支配が分割され、それが今日まで及んでいる。七年戦争とナポレオン戦争の間にイギリスがフランス領の諸島を占領した。ナポレオン戦争の後、フランスはグアドループ、マリー・ガラント島、マルティニーク、サン・バルテルミー島およびセント・マーチン島の一部を領有した。これら全ては現在もフランス領のままである。グアドループ（マリー・ガラント島など近くの諸島を含む）とマルティニークはフランスの海外県になっており、サン・バルテルミー島とセント・マーチン島は2007年にフランスの海外領土となっている。
マルティニークはサン＝ドマングと異なり、フランス革命の間も奴隷制が廃止されなかった。一方グアドループでは1795年から奴隷が自由を獲得した。フランス革命による圧力のためにパリの議会がこれを実行し、新しい法律を執行するためにビクトル・ユーグーを派遣したが、1802年にナポレオンが奴隷制度を再度執行することになった。

## 南アメリカ
1555年から1567年、フランスのユグノーが副提督ニコラス・デュラン・ド・ヴィルゲーニョンの指導下で、現在のブラジルに南極フランス植民地を設立しようとしたが、追い出された。1612年から1615年、同じくブラジルのサン・ルイスで行われた赤道フランス植民地建設の試みも失敗した。

南アメリカ大陸におけるフランス領ギアナ

フランス領ギアナには1604年にフランスが初めて入植したが、土地のインディオからの敵対と熱帯の病気のために放棄された。1643年にカイエンヌ開拓地が設立されたが、これも放棄され、1660年代に再度設立された。ここは17世紀にイギリスとオランダ、さらに19世紀にはポルトガルに短期間占領されたことがあったが、それ以降はフランスの支配下に留まっている。1851年から1951年は悪名高い流刑植民地であり、「悪魔の島」（イル・デュ・ディアブル）と呼ばれていた。1946年以降はフランス海外県になっている。
1860年、フランス人冒険家オルリ・アントワーヌ・ド・トゥナンが南アメリカ南部のアラウカニア・パタゴニア王国の国王を自称した。この主張は諸外国に受け入れられず、チリとアルゼンチンはこの地域をしっかりと支配し、トゥナンを狂人扱いした。